# 마츠모토 나나미
마츠모토 나나미(일본어: 松本 菜奈実 まつもと ななみ[*])는 일본의 AV 여배우이다. 2015년 11월 100cm의 바스트를 무기로 하는 그라비아 아이돌로 이미지 DVD 데뷔했다.

## 프로필
| 마츠모토 나나미 | 마츠모토 나나미                                  |
| --------------- | ------------------------------------------------ |
| 출생            | 1994년 8월 23일                                  |
| 출신            | 일본 히로시마현                                  |
| 신장            | 166cm                                            |
| 쓰리사이즈      | 100 - 62 - 89 cm                                 |
| 컵사이즈        | I컵                                              |
| 혈액형          | B형                                              |
| 활동 기간       | 2015년~2017년 (그라비아 아이돌) 2017년~ (AV데뷔) |